# PRO-IP Act
Le Prioritizing Resources and Organization for Intellectual Property Act de 2008 (abrégé en PRO-IP Act of 2008, H.R. 4279) est une loi américaine qui augmente les sanctions civiles et pénales en cas d'atteinte au droit d'auteur, au brevet et au droit des marques. Le droit établit aussi un nouveau bureau exécutif : le United States Intellectual Property Enforcement Representative.
Le PRO-IP Act permet aussi au département de la justice de mener des actions civiles au nom des détenteurs des copyrights. Cette disposition a été à l'origine supprimée du projet de loi, mais fut approuvé unanimement par le Sénat, bien que tous les Sénateurs n'étaient pas présent à ce vote.

## Sources
- (en) Cet article est partiellement ou en totalité issu de l’article de Wikipédia en anglais intitulé « PRO-IP Act » (voir la liste des auteurs).